# 2024년 SSG 랜더스 시즌
2024년 SSG 랜더스 시즌은 SSG 랜더스가 KBO 리그에 참가한 4번째 시즌이며, SK 와이번스 시절까지 포함하면 25번째 시즌이다. 이숭용 감독이 팀을 맡은 첫 시즌이고 추신수가 주장을 맡았다. 팀은 시범경기에서 9위를 기록했으며, 정규시즌에서는 10팀 중 공동 5위에 올랐다. 그러나 더거의 부진, 엘리아스의 부상 이탈 때문에 시즌 중반까지 외국인 투수진에 구멍이 있었던 데다 김광현까지 기복을 보이면서 선발진 운용에 애를 먹은 탓인지    5위 결정전에서 kt 위즈에 패하며 최종 6위로 밀려나 포스트시즌 진출에 실패했다.
NO LIMITS, AMAZING LANDERS

## 프런트
- 대표이사: 민경삼
- 단장: 김재현 (1975년)
- 운영팀장: 송태일
- 데이터 센터장: 한승진
- 원정 전력분석원: 김대진, 이흥련
- 스카우트팀장: 조영민
- 스카우트팀 국제스카우트 프로젝트 리더: 진상봉
- 스카우터: 김재현 (1991년), 남윤성, 박진우
- 컨설턴트: 트레이 힐만

## 코치
1군에서의 경력만 기록한다.
- 수석코치: 조원우
- 투수코치: 송신영, 배영수
- 타격코치: 강병식
- 수비코치: 와타나베, 이대수
- 배터리코치: 스즈키
- 1루 작전·주루코치: 윤재국, 임재현
- 3루 작전·주루코치: 조동화
- 불펜코치: 이승호
- 타격보조코치: 오준혁, 김종훈
- 컨디셔닝코치: 고윤형
- 트레이닝코치: 곽현희
- 컨디셔닝파트: 길강남, 김상용, 송재환
- 스트렝스코치: 스티브 홍, 유재민, 신동훈

## 타이틀

### 개인 타이틀
- 메이저 리그 베이스볼 서울 시리즈 스페셜 게임 국가대표: 조병현, 오원석, 이로운, 박성한, 최지훈
- K-BASEBALL SERIES 국가대표: 조병현, 박성한
- WBSC U-23 야구 월드컵 국가대표: 최현석, 박기호
- WBSC 프리미어 12 국가대표: 조병현, 박성한
- KBS 야구회 선정 프리미어 12 A학점: 박성한
- KBO 수비상: 에레디아 (좌익수)
- 조아제약 프로야구대상 조아바이톤-에이상: 조병현
- 오프더야구 시즌 베스트 라인업: 박성한 (유격수)
- 스탯티즈 골든글러브: 박성한 (유격수)
- 웰컴톱랭킹 9월 투수 1위: 조병현
- 한국갤럽 선정 좋아하는 한국인 야구선수: 추신수 (4위)
- 올스타 선정: 최정 (3루수), 에레디아 (외야수 1위)
- 올스타전 추천선수: 문승원, 박지환
- 올스타전 썸머레이스 우승: SSG 랜더스
- 도드람한돈 월간 MVP: 조병현 (4월), 최정 (4월/8월), 문승원 (5월), 에레디아 (5월/7월), 노경은 (6월), 박지환 (6월), 앤더슨 (7월/8월)
- 한일 드림 플레이어즈 게임 국가대표: 윤길현, 조웅천, 박경완
- K-브랜드지수 프로야구 올스타 부문 TOP10: 최정 (3위)
- 네이버 스포츠 베스트 플레이어 TOP10: 최정 (2위)
- 야구대표자 선정 루키 베스트 라인업: 박지환 (2루수), 최지훈 (좌익수)
- 마구마구 레전드 프랜차이즈: 김원형, 서진용
- 개막전 선발투수: 김광현
- 컴투스 프로야구 레전드 카드: 최정, 김광현
- 타율: 에레디아 (0.360)
- 출장(투수): 노경은 (77)
- 구원등판: 노경은 (77)
- 홀드: 노경은 (38)
- 득점권 타율: 에레디아 (0.428)
- 득점권 장타율: 에레디아 (0.687)
- 득점권 OPS: 에레디아 (1.151)
- 순수 WPA: 한유섬 (3.04)
- 대타 출루율: 에레디아 (1.000)
- 3점 홈런: 에레디아 (7)
- 4점 홈런: 최정 (2)
- 희생번트 성공률: 한유섬 (100)
- 이중 도루: 최지훈 (3)
- 무관심 도루: 최정 (1)
- 타자 땅볼 아웃 시 2루 진루: 박성한 (22)
- 기타 추가 진루: 에레디아 (8)
- 밀어친 안타: 에레디아 (68)
- 밀어친 타구 타율: 에레디아 (0.389)
- 존 안에 들어온 타구 콘택트 비율: 에레디아 (72.1)
- 존 한가운데 들어온 투구 대비 스윙 비율: 최정 (86.3)
- 커브 장타율: 한유섬 (1.000)
- 최소 피3루타: 김광현 (0)
- 최소 보크: 김광현 (0)
- 평균 선수 대비 승리 기여도 (구원): 노경은 (0.74)
- 구원 이닝: 노경은 (83.2)
- 대체 Run (구원): 노경은 (7.93)
- 구종 다양성 지수 (너클볼): 노경은 (0.02)
- 3루 도루 저지: 김광현 (1)
- 2루 견제 아웃: 엘리아스 (1)
- 무관심도루 최소 허용: 김광현 (0)
- 셧다운: 노경은 (38)
- 중앙 타구 최저 피안타율: 김광현 (0.286)
- 너클볼 구종가치: 노경은 (0.7)
- 커터 평균구속: 오원석 (145)
- 체인지업 평균구속: 앤더슨 (141.5)
- 싱커 평균구속: 한두솔 (135)
- 너클 평균구속: 최민준 (134)
- 기타 평균구속: 노경은 (141)
- 슬라이더 구사율: 김광현 (36.7)
- 기타 피안타율: 김광현 (0.000)
- 기타 피장타율: 김광현 (0.000)
- 수비 범위 관련 득점 기여: 이지영 (1.40)
- 단일 타석 승리 확률 기여도: 오태곤 (7월 31일 12회말, 0.902)
- 멀티 포지션 지수 (3루수): 최경모 (0.37)
- 내야수 출장: 박성한 (135)
- 최소 포일: 이지영 (2)
- 9이닝 당 레인지 팩터: 이지영 (9.64)

#### 퓨처스리그
- 리얼글러브 퓨처스리그: 최준우, 신헌민, 박성빈
- 퓨처스 올스타: 최현석, 조형우, 허진, 정현승, 이승민
- 북부리그 홈런: 전의산 (15)
- 북부리그 출장 (투수): 최수호 (43)
- 북부리그 탈삼진: 박종훈 (88)

### 팀 타이틀
- 최소 병살타 (85)
- 최저 병살타 발생률 (7.7)
- 주루 RAA (7.82)
- 주루 평균 대비 득점 기여 (36)
- 센터측 홈런 (17)
- 최소 잔루 (2316)
- 최소 견제사 (3)
- 추가 진루 성공률 (22.5)
- 최소 주루사 (32)
- 라인드라이브 타구 비율 (4.4)
- 내야 안타 확률 (8.7)
- 좌중간 안타 (282)
- 스트라이크 비율 (63.9)
- 존 안에 들어온 투구 비율 (45.2)
- 존 안에 들어온 투구 대비 최저 콘택트 허용 비율 (55.8)
- 존 밖에 들어온 투구 대비 최저 콘택트 허용 비율 (17.2)
- 커브 구종가치 (3.1)
- 너클 구종가치 (0.5)
- 최소 피2루타 (198)
- 탈삼진 (1195)
- 루킹 탈삼진 (924)
- 9이닝당 탈삼진 (8.47)
- 외야 추가 진루/보살 관련 득점 기여 (4.18)
- 블로킹 관련 득점 기여 (0.00)
- 포수 수비 범위 관련 득점 기여 (1.84)
- 외야수 선발 출장 (519)
- 외야수 수비 이닝 (4716.2)
- 외야 수비 방향 쪽 타구 최저 출루 허용률 (32.9)
- 탈삼진/상대타자 % (20.8)
- 투수 파워-기교지수 (1.44)
- 논 인플레이 피타구 비율 (34.7)
- 커브 다양성 지수 (0.27)
- 너클볼 다양성 지수 (0.00)
- 2루 견제 아웃 (1)
- 땅볼/뜬볼 비율 (1.0)
- 우측 방향 최소 피안타 (296)
- 헛스윙 유도율 (10.5)
- 전체 투구 대비 헛스윙+루킹 스트라이크 비율 (28)
- 스윙 대비 헛스윙 유도 비율 (22.3)
- 커터 평균구속 (139.4)
- 너클볼 평균구속 (117.3)
- 포심 구사율 (48.4)
- 커브 구사율 (13.9)
- 너클 구사율 (0.0)
- 커브 투구수 (3162)
- 너클 투구수 (6)
- 최저 너클 피안타율 (0.000)
- 최저 너클 피장타율 (0.000)

#### 퓨처스리그
- 경기 (103)
- 2루타 (185)
- 세이브 (33)

## 선수단
- 1군에 한 경기라도 출전한 선수만 기록.

### 선발투수
| 이름            | 경기 | 이닝  | 승 | 패 | 홀드 | 세이브 | 탈삼진 | ERA   |
| --------------- | ---- | ----- | -- | -- | ---- | ------ | ------ | ----- |
| 엘리아스        | 22   | 123.2 | 7  | 7  | 0    | 0      | 104    | 4.08  |
| 앤더슨          | 24   | 115.2 | 11 | 3  | 0    | 0      | 158    | 3.89  |
| 김광현          | 31   | 162.1 | 12 | 10 | 0    | 0      | 154    | 4.93  |
| 오원석          | 29   | 121.2 | 6  | 9  | 1    | 0      | 112    | 5.03  |
| 송영진          | 26   | 99.1  | 5  | 10 | 0    | 0      | 67     | 5.80  |
| 시라카와 케이쇼 | 5    | 23    | 2  | 2  | 0    | 0      | 27     | 5.09  |
| 박종훈          | 10   | 35    | 1  | 4  | 0    | 0      | 34     | 6.94  |
| 로버트 더거     | 6    | 22.2  | 0  | 3  | 0    | 0      | 18     | 12.71 |

### 구원투수
| 이름   | 경기 | 이닝 | 승 | 패 | 홀드 | 세이브 | 탈삼진 | ERA   |
| ------ | ---- | ---- | -- | -- | ---- | ------ | ------ | ----- |
| 노경은 | 77   | 83.2 | 8  | 5  | 38   | 0      | 71     | 2.90  |
| 조병현 | 76   | 73   | 4  | 6  | 12   | 12     | 96     | 3.58  |
| 한두솔 | 69   | 59.1 | 2  | 1  | 3    | 0      | 68     | 5.01  |
| 이기순 | 10   | 19.2 | 1  | 1  | 0    | 0      | 24     | 3.66  |
| 이로운 | 63   | 56   | 1  | 3  | 9    | 1      | 41     | 5.95  |
| 박민호 | 19   | 22.2 | 2  | 0  | 0    | 0      | 10     | 4.76  |
| 박시후 | 11   | 14.2 | 0  | 0  | 0    | 0      | 11     | 6.75  |
| 정동윤 | 3    | 1.2  | 0  | 0  | 0    | 0      | 2      | 0.00  |
| 김택형 | 6    | 7    | 0  | 1  | 0    | 0      | 1      | 9.00  |
| 장지훈 | 18   | 21.1 | 0  | 0  | 0    | 0      | 10     | 6.75  |
| 최현석 | 2    | 0.2  | 0  | 0  | 0    | 0      | 1      | 54.00 |
| 고효준 | 26   | 22   | 2  | 1  | 5    | 0      | 27     | 8.18  |
| 서진용 | 51   | 47   | 0  | 1  | 6    | 0      | 38     | 5.55  |
| 이건욱 | 10   | 19   | 1  | 2  | 0    | 0      | 17     | 11.37 |
| 최민준 | 32   | 39.1 | 1  | 0  | 0    | 0      | 40     | 7.78  |

### 마무리투수
| 이름   | 경기 | 이닝 | 승 | 패 | 홀드 | 세이브 | 탈삼진 | ERA   |
| ------ | ---- | ---- | -- | -- | ---- | ------ | ------ | ----- |
| 문승원 | 62   | 60   | 6  | 1  | 6    | 20     | 53     | 4.50  |
| 박성빈 | 3    | 2.1  | 0  | 0  | 0    | 0      | 2      | 0.00  |
| 백승건 | 10   | 9.1  | 0  | 0  | 0    | 0      | 5      | 7.71  |
| 신헌민 | 3    | 3    | 0  | 0  | 0    | 0      | 0      | 18.00 |
| 김주온 | 2    | 4.2  | 0  | 0  | 0    | 0      | 4      | 15.43 |

### 포수
| 이름   | 경기 | 안타 | 홈런 | 타점 | 득점 | 도루 | 타율 | OPS  |
| ------ | ---- | ---- | ---- | ---- | ---- | ---- | ---- | ---- |
| 이지영 | 123  | 111  | 5    | 50   | 45   | 8    | .279 | .669 |
| 조형우 | 19   | 8    | 0    | 4    | 4    | 0    | .242 | .584 |
| 김민식 | 45   | 22   | 1    | 10   | 10   | 0    | .208 | .594 |

### 1루수
| 이름   | 경기 | 안타 | 홈런 | 타점 | 득점 | 도루 | 타율 | OPS  |
| ------ | ---- | ---- | ---- | ---- | ---- | ---- | ---- | ---- |
| 오태곤 | 117  | 68   | 9    | 36   | 43   | 27   | .275 | .804 |
| 고명준 | 106  | 85   | 11   | 45   | 33   | 3    | .250 | .688 |
| 전의산 | 34   | 5    | 1    | 3    | 3    | 0    | .088 | .299 |

### 2루수
| 이름   | 경기 | 안타 | 홈런 | 타점 | 득점 | 도루 | 타율 | OPS  |
| ------ | ---- | ---- | ---- | ---- | ---- | ---- | ---- | ---- |
| 정준재 | 88   | 66   | 1    | 23   | 40   | 16   | .307 | .776 |
| 최준우 | 18   | 6    | 0    | 5    | 2    | 0    | .240 | .761 |
| 박지환 | 76   | 63   | 4    | 21   | 33   | 8    | .276 | .703 |
| 최경모 | 50   | 6    | 0    | 0    | 12   | 6    | .171 | .497 |
| 김찬형 | 5    | 0    | 0    | 0    | 0    | 0    | .000 | .000 |
| 김성현 | 71   | 32   | 1    | 15   | 21   | 2    | .227 | .605 |
| 안상현 | 37   | 12   | 0    | 2    | 3    | 1    | .171 | .402 |

### 유격수
| 이름   | 경기 | 안타 | 홈런 | 타점 | 득점 | 도루 | 타율 | OPS  |
| ------ | ---- | ---- | ---- | ---- | ---- | ---- | ---- | ---- |
| 박성한 | 137  | 147  | 10   | 67   | 78   | 13   | .301 | .791 |

### 3루수
| 이름 | 경기 | 안타 | 홈런 | 타점 | 득점 | 도루 | 타율 | OPS  |
| ---- | ---- | ---- | ---- | ---- | ---- | ---- | ---- | ---- |
| 최정 | 129  | 136  | 37   | 107  | 93   | 5    | .291 | .978 |

### 좌익수
| 이름     | 경기 | 안타 | 홈런 | 타점 | 득점 | 도루 | 타율 | OPS  |
| -------- | ---- | ---- | ---- | ---- | ---- | ---- | ---- | ---- |
| 에레디아 | 136  | 195  | 21   | 118  | 82   | 4    | .360 | .937 |

### 중견수
| 이름   | 경기 | 안타 | 홈런 | 타점 | 득점 | 도루 | 타율 | OPS  |
| ------ | ---- | ---- | ---- | ---- | ---- | ---- | ---- | ---- |
| 최지훈 | 125  | 133  | 11   | 49   | 89   | 32   | .275 | .763 |

### 우익수
| 이름   | 경기 | 안타 | 홈런 | 타점 | 득점 | 도루 | 타율 | OPS  |
| ------ | ---- | ---- | ---- | ---- | ---- | ---- | ---- | ---- |
| 최상민 | 43   | 2    | 0    | 1    | 9    | 2    | .167 | .564 |
| 최민창 | 7    | 0    | 0    | 0    | 2    | 0    | .000 | .000 |
| 한유섬 | 132  | 109  | 24   | 87   | 64   | 0    | .235 | .767 |
| 정현승 | 23   | 7    | 1    | 4    | 1    | 1    | .241 | .635 |
| 하재훈 | 107  | 72   | 10   | 36   | 40   | 15   | .248 | .709 |

### 지명타자
| 이름   | 경기 | 안타 | 홈런 | 타점 | 득점 | 도루 | 타율 | OPS  |
| ------ | ---- | ---- | ---- | ---- | ---- | ---- | ---- | ---- |
| 추신수 | 78   | 71   | 5    | 37   | 40   | 5    | .281 | .776 |
| 채현우 | 1    | 0    | 0    | 0    | 0    | 0    | -    | -    |
| 현원회 | 1    | 0    | 0    | 0    | 0    | 0    | .000 | .000 |
| 류효승 | 1    | 0    | 0    | 0    | 0    | 0    | .000 | .000 |
| 김창평 | 6    | 0    | 0    | 0    | 1    | 1    | .000 | .222 |
| 신범수 | 11   | 6    | 0    | 2    | 4    | 0    | .222 | .609 |
| 강진성 | 16   | 5    | 0    | 2    | 4    | 0    | .185 | .452 |

## 선수 이동

### 영입[3]
- 이지영 (트레이드 / 포수 / 키움)
- 박지환 (신인드래프트 1라운드 / 유격수)
- 이승민 (신인드래프트 2라운드 / 중견수)
- 박기호 (신인드래프트 3라운드 / 선발투수)
- 최현석 (신인드래프트 4라운드 / 구원투수)
- 정준재 (신인드래프트 5라운드 / 2루수)
- 정현승 (신인드래프트 6라운드 / 중견수)
- 박성빈 (신인드래프트 7라운드 / 구원투수)
- 백준서 (신인드래프트 8라운드 / 우익수)
- 윤성보 (신인드래프트 9라운드 / 구원투수)
- 김규민 (신인드래프트 10라운드 / 포수)
- 변건우 (신인드래프트 11라운드 / 구원투수)
- 박대온 (2차드래프트 1라운드 / 포수)
- 신범수 (2차드래프트 3라운드 / 포수)
- 더거 (자유선발 / 마무리투수)
- 허진 (육성선수 / 유격수)
- 김지현 (육성선수 / 포수)
- 시라카와 (부상 대체 선수 / 선발투수 / 도쿠시마 인디고 삭스)
- 김민 (트레이드 / 구원투수 / kt)

### 이적
- 최주환 (2차드래프트 1라운드 / 2루수 / 키움)
- 최항 (2차드래프트 3라운드 / 2루수 / 롯데)
- 조성훈 (2차드래프트 4라운드 / 선발투수 / 키움)
- 김강민 (2차드래프트 4라운드 / 중견수 / 한화)
- 시라카와 (임시 대체 선수 / 선발투수 / 두산)
- 오원석 (트레이드 / 선발투수 / kt)

### 입대
- 이기순 (구원투수 / 상무)
- 윤성보 (구원투수 / 현역)
- 변건우 (구원투수 / 현역)
- 김민준 (유격수 / 현역)
- 박세직 (좌익수 / 현역)
- 김정민 (우익수 / 현역)
- 류현곤 (구원투수 / 현역)
- 전의산 (1루수 / 상무)

### 전역
- 김건우 (선발투수 / 상무)
- 김택형 (구원투수 / 상무)
- 장지훈 (구원투수 / 상무)
- 조요한 (구원투수 / 상무)
- 전영준 (구원투수 / 상무)

### 방출
- 추신수 (지명타자) => SSG 랜더스 구단주 보좌역 겸 육성총괄 부임
- 정성곤 (구원투수) => 브라더 스포츠 아카데미 코치 부임
- 김주온 (마무리투수) => LG 트윈스 입단
- 유호식 (선발투수) => kt 위즈 입단
- 김건이 (포수)
- 고효준 (구원투수)
- 강진성 (1루수) => 키움 히어로즈 입단
- 박민호 (구원투수)
- 서상준 (구원투수)
- 이찬혁 (구원투수)
- 허민혁 (구원투수)
- 김지현 (포수)
- 전경원 (지명타자) => LG 트윈스 입단
- 최경모 (3루수) => 은퇴
- 최유빈 (3루수)

## 응원단
- 응원단장: 박민수
- 장내 아나운서: 곽수산 》이대현
- 탑 아나운서: 김지훈
- 치어리더: 배수현, 김도아, 김예빈, 박재령, 유보영, 이리안, 이엄지, 이연진, 이주희, 조다정

## 여담
| 이름       | 기록 | 비고                                      |
| ---------- | --- | ----------------------------------------- |
| 최현석     | KBO 리그 역대 1군 출전 선수 중 첫 부산과학기술대학교 출신 투수                                           |                                           |
| 고명준     | 데뷔 첫 홈런                                                                                             | 4월 6일 (vs NC)                           |
| SSG 랜더스 | 5타자 연속 밀어내기                                                                                      | 5월 3일 (vs NC)                           |
| 조병현     | 구원투수 최초 두 자리 수 타자 연속 탈삼진                                                                | 10연속 탈삼진                             |
| 시라카와   | KBO 리그 사상 최초로 대체 외국인 선수 제도로 영입 KBO 리그 사상 최연소 1군 등판 외국인 투수              | 엘리아스의 대체 선수 만 23세              |
| 박지환     | KBO 리그 사상 최초 10대 타자 올스타전 통산 타율 1.000                                                    | 당시 만 19세                              |
| 노경은     | KBO 리그 역대 단일 시즌 홈경기 최다 홀드                                                                 | 22홀드                                    |
| 노경은     | KBO 리그 단일 시즌 후반기 최다 홀드                                                                      | 20홀드                                    |
| 김광현     | 2013년 이후 KBO 리그에서 규정 이닝을 채운 투수 중 단일 시즌 최저 퀄리티 스타트+ 성공률                   | 3.2%                                      |
| 한유섬     | 2013년 이후 규정 타석 충족 타자 중 단일 시즌 최고 커브 장타율                                            | 1.000                                     |
| 전의산     | 2021년 이후 구단 사상 단일 시즌 최저 WAR                                                                 | -1.35                                     |
| 이찬혁     | KBO 리그 역대 투수 통산 최저 수비율                                                                      | 0%                                        |
| 박지환     | 2013년 이후 KBO 리그 10대 타자 통산 최다 더블스틸 실패                                                   | 1회                                       |
| 추신수     | KBO 리그 40대 타자 통산 최다 도루, 최다 도루 실패, 최다 사구, 최다 타석 당 볼넷 비율, 최고 호타준족 지수 | 26도루, 10 도루실패, 30사구, 13.7%, 29.08 |
| 추신수     | 2013년 이후 KBO 리그 40대 타자 통산 최다 1점홈런, 최다 번트안타, 최다 견제사, 최다 주루사                | 25개, 9개, 1회, 12회                      |
| 추신수     | 2013년 이후 KBO 리그 40대 타자 통산 최다 1루 》2루 태그업, 2루 》3루 태그업, 3루 》홈 태그업             | 8개, 14개, 15개                           |
| SSG 랜더스 | KBO 리그 사상 첫 5위 결정전                                                                              | 10월 1일 (vs kt)                          |
| 최지훈     | KBO 리그 5위 결정전 사상 첫 타석 소화                                                                    |                                           |
| 정준재     | KBO 리그 5위 결정전 사상 첫 도루                                                                         |                                           |
| 노경은     | KBO 리그 5위 결정전 사상 첫 홀드                                                                         |                                           |
| 최상민     | KBO 리그 5위 결정전 사상 첫 대주자 & 대수비                                                              |                                           |
| 김광현     | KBO 리그 5위 결정전 사상 첫 패전 투수                                                                    |                                           |

## 같이 보기
- 2025년 SSG 랜더스 시즌